# Eino Kettunen
Eino Kettunen (13 maggio 1894 – 15 agosto 1964) è stato un compositore e paroliere finlandese.
Il suo pezzo più popolare è Ievan Polkka. 